# Roger Peyrefitte
Pierre Roger Peyrefitte (Castres, 1907. augusztus 17. – Párizs, 2000. november 5. vagy 2000. november 15.) francia diplomata, bestseller regények és tényirodalmi művek írója, a melegek jogainak és a pederasztia védelmezője volt.

## Élete és munkássága
Peyrefitte a tarn-i Castres-ban született polgári családban, jezsuita és lazarista internátusba járt, majd a Toulouse-i Egyetemen nyelv- és irodalomtudományt tanult. Miután 1930-ban évfolyamelsőként végzett a párizsi Institut d'Études Politiques de Paris-ban, 1933 és 1938 között követségi titkárként dolgozott Athénban. Visszatérve Párizsba, 1940-ben személyes okokból le kellett mondania, majd 1943-ban visszahelyezték, és végül 1945-ben befejezte diplomáciai pályafutását. Regényeiben gyakran dolgozott fel ellentmondásos témákat, és munkássága miatt ellentétbe került a római katolikus egyházzal.
Nyíltan írt az internátusban szerzett homoerotikus élményeiről az 1943-as Les amitiés particulières című első regényében, amely 1944-ben elnyerte az áhított Renaudot-díjat. A könyvből 1964-ben azonos című film is készült. Peyrefitte a forgatáson találkozott a 12 éves Alain-Philippe Malagnac d'Argens de Villèle-lel; és mindketten egymásba szerettek. Peyrefitte a Notre amour („Szerelmünk” - 1967) és a L'Enfant de cœur („A szív gyermeke” - 1978) című művekben meséli el kapcsolatuk történetét. Malagnac később feleségül vette Amanda Lear énekesnőt.
Peyrefitte a botrányok kultivátora, Les Clés de saint Pierre (1953) című könyvében támadta a Vatikánt és XII. Pius pápát, amiért a „homoszexuálisok pápája” becenevet kapta. A könyv megjelenése keserű vitát indított el François Mauriac-kal. Mauriac azzal fenyegetőzött, hogy felmond az akkori lapnak, a L'Express-nek, amelynek akkoriban dolgozott, ha az nem hagyja abba a könyv reklámjainak közlését. A viszályt Mauriac cikkei, amelyek Jean Cocteau emlékét támadták homoszexualitása miatt, valamint a Les amitiés particulières című könyv filmadaptációjának megjelenése súlyosbította. Mindez Peyrefitte dühödt nyílt levelében csúcsosodott ki, amelyben Mauriacot képmutatónak, a saját gyermekeit rágalmazó álheteroszexuálisnak és titkolt homoszexuális múltjával vádolta.
A Les Ambassades (1951) című művében a diplomácia minden csínját-bínját felfedte. Peyrefitte emellett pletykákkal teli könyvet írt Jacques d'Adelswärd-Fersen báró capri-i száműzetéséről (L'Exilé de Capri, 1959), és lefordította a görög meleg szerelmi költészetet (La Muse garçonnière; „A fiús múzsa”, Flammarion, 1973).
Propos Secrets című emlékirataiban részletesen írt fiatalkoráról, szexuális életéről (főként pederasztikus és néhány nőügyéről), diplomáciai éveiről, valamint görögországi és olaszországi utazásairól.
Roger Peyrefitte népszerű történelmi életrajzokat írt Nagy Sándorról és Voltaire-ről. A Voltaire et Frédéric II című művében azt állította, hogy Voltaire Nagy Frigyes "passzív" szeretője volt.
A szexualitásról vallott liberális nézetei ellenére Peyrefitte politikailag konzervatív polgár volt, és későbbi éveiben Jean-Marie Le Pen szélsőjobboldali politikust támogatta.
Parkinson-kórban halt meg 93 éves korában.

## Öröksége
Halála után Capri városa egy emléktáblát szentelt neki, amelyet a Villa Lysis közelében helyeztek el, és amelynek felirata a következő: A Roger Peyrefitte autore de L'esule di Capri per aver esaltato e diffuso il mito, la cultura e la bellezza dell'isola nel mondo. - »Roger Peyrefitte-nek, a L'Exile de Capri szerzőjének, mert felmagasztalta és terjesztette a világban e sziget mítoszát, kultúráját és szépségét.«.
Stephen Fry angol színész és író a közkönyvtárak fontosságáról szóló 2012-es esszéjében megemlíti, hogy Peyrefitte L'Exilé de Capri és a Les Amitiés particulières című regényei „felejthetetlen, átalakító könyvek” voltak számára.

## Sajtódarabok
- Gyászjelentés a The Times 2000. november 7-i számában, 25. oldal. „Sokak szemében Roger Peyrefitte hírnevét, mint valóban irodalmi regényíróét a Les Amitiés Particulières (1944) alapozta meg, amely egyben az első regénye is volt. Sok mást is írt, de egyik sem érte el igazán az első irodalmi értékét, és úgy tűnt, a szerző egyre inkább a succès de scandale-t[11] keresi, mintsem a komoly kritikai figyelmet.”
- James Kirkup(wd) gyászjelentése az Independentben: The Tuesday Review, 2000. november 7., 6. oldal. „Peyrefitte ügyesen manipulálta a médiát. Drámai gesztusaival és felháborító viselkedésével az abszurditásig karizmatikus volt, így végül senki sem vette észre a gyakran nevetséges koholmányait, bár azokat mindig nagy stílusban és meggyőződéssel adta elő, és olyan pimaszsággal, amely szórakoztatóan rosszindulatú volt.... Peyrefitte elismeri nagy elődei, André Gide, Marcel Proust, Jean Cocteau és Oscar Wilde bátorságát, miközben sajnálja Marcel Jouhandeau(wd)[12] és sok kortárs francia író – legyen az meleg vagy hetero – félénkségét a homoszexuális (és heteroszexuális) jogok ügyének képviseletében.”
- Douglas Johnson gyászjelentése a The Guardian 2000. november 15-i számában, 24. oldal. „André Gide, aki egy sokkal korábbi művében megpróbálta megvédeni a homoszexualitást, prófétai módon gratulált Peyrefitte-nek. Nem gondolta, hogy a Les Amitiés Particulières elnyeri a Goncourt-díjat, de azt igen, hogy még egy évszázaddal később is olvasni fogják.”

## Bibliográfia
- Les Amitiés particulières, novel, Editions Flammarion 1944
- Mademoiselle de Murville, novel, Editions Jean Vigneau 1947
- Le Prince des neiges, dráma 3 felvonásban, Editions Jean Vigneau 1947
- L'Oracle, novel, Editions Jean Vigneau 1948 (végleges kiadás 1974)
- Les Amours singulières, regény, Editions Jean Vigneau 1949
- La Mort d'une mère, Editions Flammarion 1950
- Les Ambassades, regény, Editions Flammarion 1951
- Les Œuvres libres - Roger Peyrefitte, etc. Editions Arthème Fayard 1951
- Du Vésuve à l'Etna, útirajz, Editions Flammarion 1952
- La Fin des ambassades, regény, Editions Flammarion 1953
- Les Amours, de Lucien de Samosate (az eredeti görög szöveg fordítása), Editions Flammarion 1954
- Les Clés de saint Pierre, regény, Editions Flammarion 1955
- Jeunes Proies, Editions Flammarion 1956
- Les Chevaliers de Malte, Editions Flammarion 1957
- L'Exilé de Capri, Editions Flammarion 1959
- Le Spectateur nocturne, drámai párbeszéd, Editions Flammarion 1960
- Les Fils de la lumière, tanulmány a szabadkőművességről, Editions Flammarion 1961
- La Nature du Prince, Editions Flammarion 1963
- Les Secrets des conclaves, Editions Flammarion 1964
- Les Juifs, Editions Flammarion 1965
- Notre Amour, Editions Flammarion 1967
- Les Américains, regény, Editions Flammarion 1968
- Des Français, regény, Editions Flammarion 1970
- La Coloquinte, regény, Editions Flammarion 1971
- Manouche, Germaine Germain életrajza, Editions Flammarion 1972
- L'Enfant Amour, esszé, Editions Flammarion 1972
- Un Musée de l'Amour, Marianne Haas fotói a pederasztikus művészeti gyűjteményéről, Editions du Rocher 1972
- La Muse Garçonnière, (Musa Paidika) az eredeti görögből fordítva, Editions Flammarion 1973
- Tableaux de chasse, ou la vie extraordinaire de Fernand Legros, Editions Albin Michel 1976
- Propos secrets, memoárok, Editions Albin Michel 1977
- Trilógia Nagy Sándorról - Editions Albin Michel
  1. La Jeunesse d'Alexandre, 1977
  2. Les Conquêtes d'Alexandre, 1979
  3. Alexandre le Grand, 1981
- Propos secrets 2, memoárok, Editions Albin Michel 1980
- L'Enfant de cœur, Editions Albin Michel 1978
- Roy, regény, Editions Albin Michel 1979
- L'Illustre écrivain,  Editions Albin Michel 1982
- Henry de Montherlant(wd)[13] - Roger Peyrefitte - Correspondance (1938-1941), bemutató és jegyzetek R. Peyrefitte és Pierre Sipriot(wd), Editions Robert Laffont 1983
- La Soutane rouge, Edition du Mercure de France 1983
- Doucet Louis, raconté par... Rosine Mazin fotói, Editions Sun 1985
- Voltaire, sa jeunesse et son temps, életrajz, Editions Albin Michel 1985
- L' Innominato: Nouveaux Propos Secrets, emlékiratok, Editions Albin Michel 1989
- Voltaire et Frédéric II, Editions Albin Michel 1992
- Réflexions sur De Gaulle, Paris, Editions régionales 1991
- Le Dernier des Sivry, regény, Editions du Rocher, Monaco 1993
- Retours en Sicile, Editions du Rocher, Monaco 1996

### Magyarul megjelent
- Szent Péter kulcsai (Les Clés de saint Pierre) – Táncsics, Budapest, 1959 · Fordította: Bajomi Lázár Endre
- Különleges barátságok (Les Amitiés particulières) – Magvető, Budapest, 1969 · Fordította: Szenczei László

## Fordítás
- Ez a szócikk részben vagy egészben  a   Roger Peyrefitte című angol Wikipédia-szócikk fordításán alapul.  Az eredeti cikk szerkesztőit annak laptörténete sorolja fel. Ez a jelzés csupán a megfogalmazás eredetét és a szerzői jogokat jelzi, nem szolgál a cikkben szereplő információk forrásmegjelöléseként.